# Volaticotherium antiquum
Il volaticoterio (Volaticotherium antiquum Meng, J., Hu, Y., Wang, Y., Wang, X., Li, C., 2006) è un mammifero primitivo vissuto in Cina circa 135 milioni di anni fa, al limite tra il Giurassico e il Cretaceo. 

## Descrizione
La caratteristica sorprendente di questo animale è una sorta di patagio presente tra le zampe anteriori e quelle posteriori che lo rendeva simile a uno scoiattolo volante o ad un galeopiteco. Questa membrana, con tutta probabilità, permetteva all'animale di planare da un albero all'altro.
Nonostante le somiglianze, però, il volaticoterio non era strettamente imparentato con alcun mammifero noto. I suoi denti erano altamente specializzati per una dieta insettivora, e le sue zampe erano ben adattate per uno stile di vita arboricolo. La membrana presente tra le zampe posteriori e anteriori era coperta da uno spesso strato di pelliccia, ed era sorretta dalle zampe così come dalla coda.

## Importanza della scoperta
La scoperta del Volaticotherium consente di retrodatare di oltre 70 milioni di anni l'apparizione di un mammifero planatore e di confermare un'insospettata diversificazione dei mammiferi mesozoici.